# Nototriche kurtzii
Nototriche kurtzii är en malvaväxtart som beskrevs av Antonio Krapovickas. Nototriche kurtzii ingår i släktet Nototriche och familjen malvaväxter. Inga underarter finns listade i Catalogue of Life.